# 11 Andromedae
Pour la galaxie, voir Andromeda XI.
Ne doit pas être confondu avec Xi Andromedae ou Andromeda II.
Désignations
11 Andromedae (en abrégé 11 And) est une étoile géante de la constellation d'Andromède. 11 Andromedae est sa désignation de Flamsteed. Elle est visible à l'œil nu avec une magnitude apparente de 5,44. L'étoile présente une parallaxe annuelle de 2,11 mas mesurée par le satellite Gaia, ce qui permet d'en déduire qu'elle est distante d'environ ∼ 283 a.l. (∼ 86,8 pc) de la Terre. Elle s'éloigne du Système solaire avec une vitesse radiale héliocentrique de +10 km/s.
11 Andromedae est une étoile géante évoluée de type spectral K0 III, ce qui signifie qu'elle a épuisé l'approvisionnement en hydrogène en son cœur et a quitté la séquence principale. Elle a une masse estimée à 2,57 fois la masse du Soleil et s'est étendue à environ 12 fois le rayon du Soleil. Elle rayonne 63 fois la luminosité du Soleil à partir de sa photosphère élargie avec une température effective de 4 874 K.
À l'intérieur de la constellation d'Andromède, 11 Andromedae constitue l'extrémité sud-est d'un astérisme en forme de chaîne. Les autres étoiles constituant cet astérisme sont, en direction du nord-ouest, 8, 7, 5 et 3 Andromedae.